# Sclafani Bagni
Sclafani Bagni (sicilià Sclàfani Bagni) és un municipi italià, dins de la ciutat metropolitana de Palerm. L'any 2007 tenia 506 habitants. Limita amb els municipis d'Alia, Aliminusa, Caccamo, Caltavuturo, Castronovo di Sicilia, Cerda, Montemaggiore Belsito, Polizzi Generosa, Scillato, Valledolmo i Vallelunga Pratameno (CL).

## Administració
| Període | Identitat      | Partit        |
| ------- | -------------- | ------------- |
| 2007-   | Giuseppe Leone | Llista cívica |